# 상업
상업(商業)은 경제적인 가치, 즉 상품이나 서비스나 정보, 또는 돈을 사고 파는 행위로 이익을 추구하는 일이다. 이것은 자본주의를 비롯한 많은 경제 체계의 근본 원리가 된다. 상업은 상당한 규모로 적절한 시간, 장소, 수량, 품질 및 가격으로 상품과 서비스의 원활하고 방해받지 않는 배포 및 이전에 직간접적으로 기여하는 활동, 기능, 절차 및 기관으로 구성된 대규모 조직 시스템이다. 현지, 지역, 국가 또는 국제 경제 내에서 최초 생산자부터 최종 소비자까지 다양한 채널을 통해 천연자원 분포의 다양성, 인간의 필요와 욕구의 차이, 노동 분업과 비교 우위가 상업적 교류를 일으키는 주요 요인이다.
상업은 전체 공급망을 따라 발생하는 무역과 무역 지원(예: 보조 상업 서비스)으로 구성된다. 무역은 전통적인(또는 온라인) 시장에서 합의된 가격에 대한 대가로 구매자와 판매자 간의 상품(원자재, 중간재 및 완제품 포함)과 서비스를 교환하는 것이다. 이는 소매 및 도매를 포함한 국내 무역과 지역, 지역, 지역 간 및 국제/해외 무역(수입, 수출 및 기업/재수출 무역 포함)으로 분류된다. 전문거래시장에서 통화(외국환시장), 상품(상품시장/거래소), 증권 및 파생상품(증권거래소 및 금융시장)의 교환도 무역에 속한다. 반면, 무역을 촉진할 수 있는 보조 상업 활동(무역 지원)에는 상업 중개자, 은행, 신용 금융 및 관련 서비스, 운송, 포장, 창고 보관, 통신, 광고 및 보험이 포함된다. 이들의 목적은 직접적인 개인적 접촉, 지불, 저축, 자금 조달, 장소와 시간의 분리, 제품 보호 및 보존, 지식 및 위험과 관련된 장애를 제거하는 것이다.
더 넓은 상거래 프레임워크에는 법률 및 규정(지적재산권 및 독점금지법 포함), 정책, 관세 및 무역 장벽, 소비자 및 소비자 동향, 생산자와 생산 전략, 공급망 및 관리, 금융 거래와 같은 추가 요소와 요인이 포함된다. 평범하고 특별한 비즈니스 활동, 시장 역학(공급 및 수요 포함), 기술 혁신, 경쟁 및 기업가 정신, 무역 협정, 다국적 기업 및 중소기업(SME), 거시경제적 요인(경제적 안정성 등)에 대한 것이다.
상업은 경제 성장, 발전 및 번영을 주도하고, 지역적 및 국제적 상호의존성을 촉진하고, 문화 교류를 촉진하고, 일자리를 창출하고, 사람들에게 더 다양한 상품과 서비스에 대한 접근성을 제공하여 생활 수준을 향상시키고, 더 나은 제품을 위한 혁신과 경쟁을 장려한다. 반면 상업은 부(그리고 권력)를 소수 개인의 손에 집중시키고, 장기적인 지속가능성과 윤리적, 사회적, 환경적 고려보다 단기 이익을 우선시함으로써 경제적 불평등을 악화시킬 수 있으며 환경 파괴, 노동 착취, 소비자 안전 무시로 이어질 수 있다. 규제되지 않으면 과도한 소비(바람직하지 않은 폐기물 생성)와 지속 불가능한 자연 착취(자원 고갈 유발)로 이어질 수 있다. 사회를 위한 상거래의 이점을 활용하는 동시에 단점을 완화하는 것은 정책 입안자, 기업 및 기타 이해관계자에게 여전히 중요하다.
상업은 그 기원을 고대의 지역화된 물물교환 시스템에서 추적하여 정기적인 시장을 설립하고 효율적인 무역을 위한 통화를 개발하는 데까지 이르렀다. 중세 시대에는 실크로드와 같은 무역로와 베네치아 등의 중추적인 상업 중심지가 지역과 대륙을 연결해 장거리 무역과 문화 교류가 가능했다. 15세기부터 20세기 초까지 유럽 식민 세력은 전례 없는 규모로 세계 상업을 지배했으며, 강력한 식민지 무역 회사(예: 네덜란드 동인도 회사, 영국 동인도 회사 등)를 통해 해상 무역 제국을 탄생시켰다. 19세기 산업 혁명과 함께 현대 은행 및 관련 국제 시장이 상업을 근본적으로 재편했다. 식민지 시대 이후 20세기에는 자유 시장 원칙이 확립되었고, 미국이 주도하는 자본주의 국가에서 다국적 기업과 소비자 경제가 번성했으며, GATT 및 WTO와 같은 자유 무역 협정이 등장한 반면, 공산주의 경제는 무역 제한에 직면하여 소비자 선택이 제한되었다. 더욱이 20세기 중반에는 표준화된 선적 컨테이너의 도입으로 원활하고 효율적인 복합 화물 운송이 가능해졌고, 이는 국제 무역의 급증으로 이어졌다. 세기 말에 개발도상국들은 세계 무역에서 차지하는 비중이 4분의 1에서 3분의 1로 증가했다. 21세기 상거래는 다자간 경제 통합(예: 유럽 연합) 또는 연합(예: BRICS)을 통해 점점 더 기술 중심(전자 상거래 문서 참고), 세계화, 복잡한 규제, 윤리적 책임 및 지속 가능성에 중점을 두고 있다.

## 같이 보기
- 광고
- 공업
- 농업
- 경제
  - 돈
  - 자본주의